# خورشیدگرفتگی ۱۷ فوریه ۲۰۶۴
خورشیدگرفتگی ۱۷ فوریه ۲۰۶۴ (به انگلیسی: Solar eclipse of February 17, 2064) یک خورشیدگرفتگی از نوع خورشیدگرفتگی حلقه‌ای است. این خورشیدگرفتگی در تاریخ ۱۷ فوریه ۲۰۶۴ میلادی (‎۲۸ بهمن ۱۴۴۲ خورشیدی) روی خواهد داد که زمان اوج آن، ساعت ۷:۰۰:۲۳ به‌وقت ساعت هماهنگ جهانی است. مدت زمان و طول این خورشیدگرفتگی ۸ دقیقه و ۵۶ ثانیه خواهد بود.